# Mission Lifeline

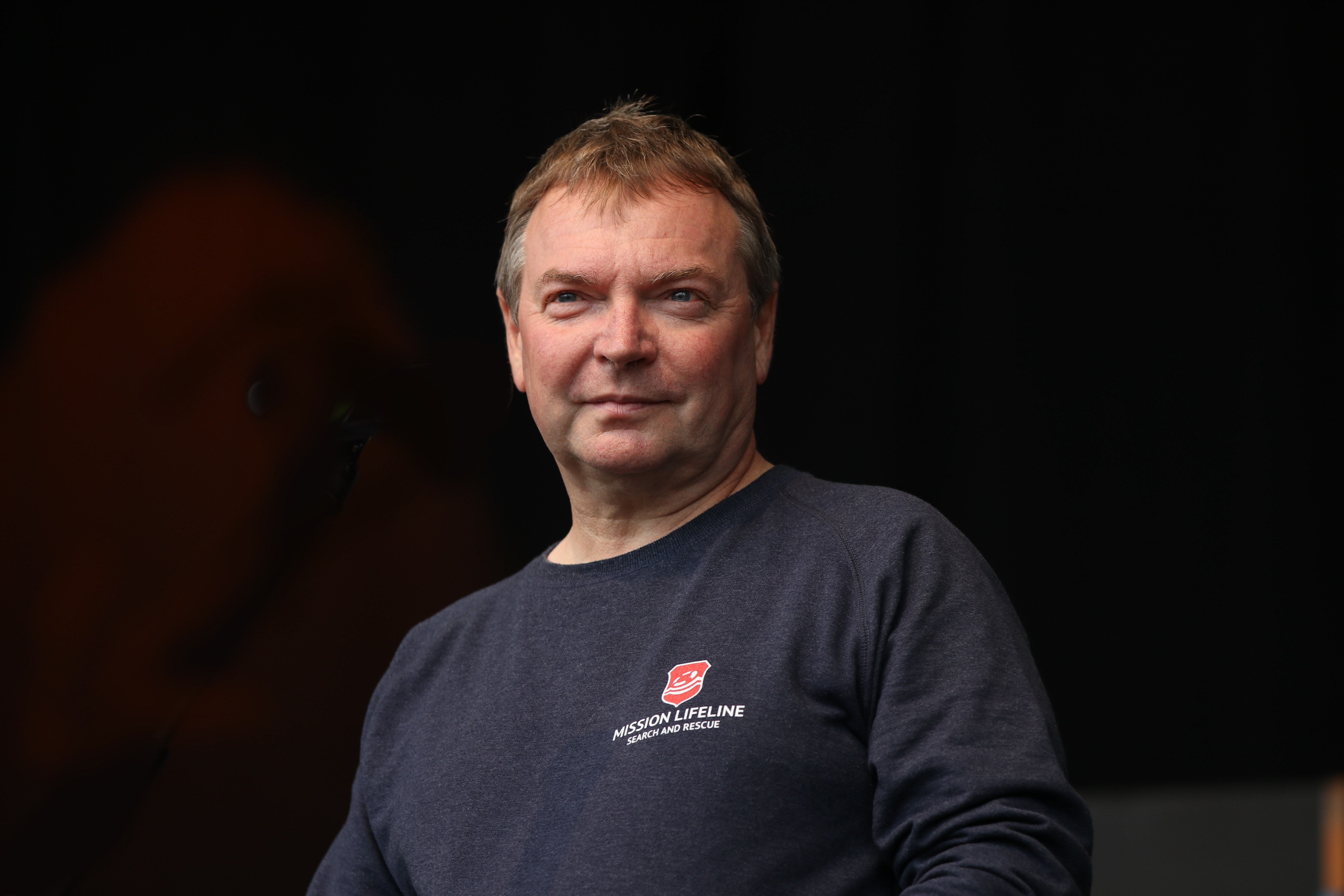
Claus-Peter Reisch, ehemaliger Kapitän der Lifeline, 2018

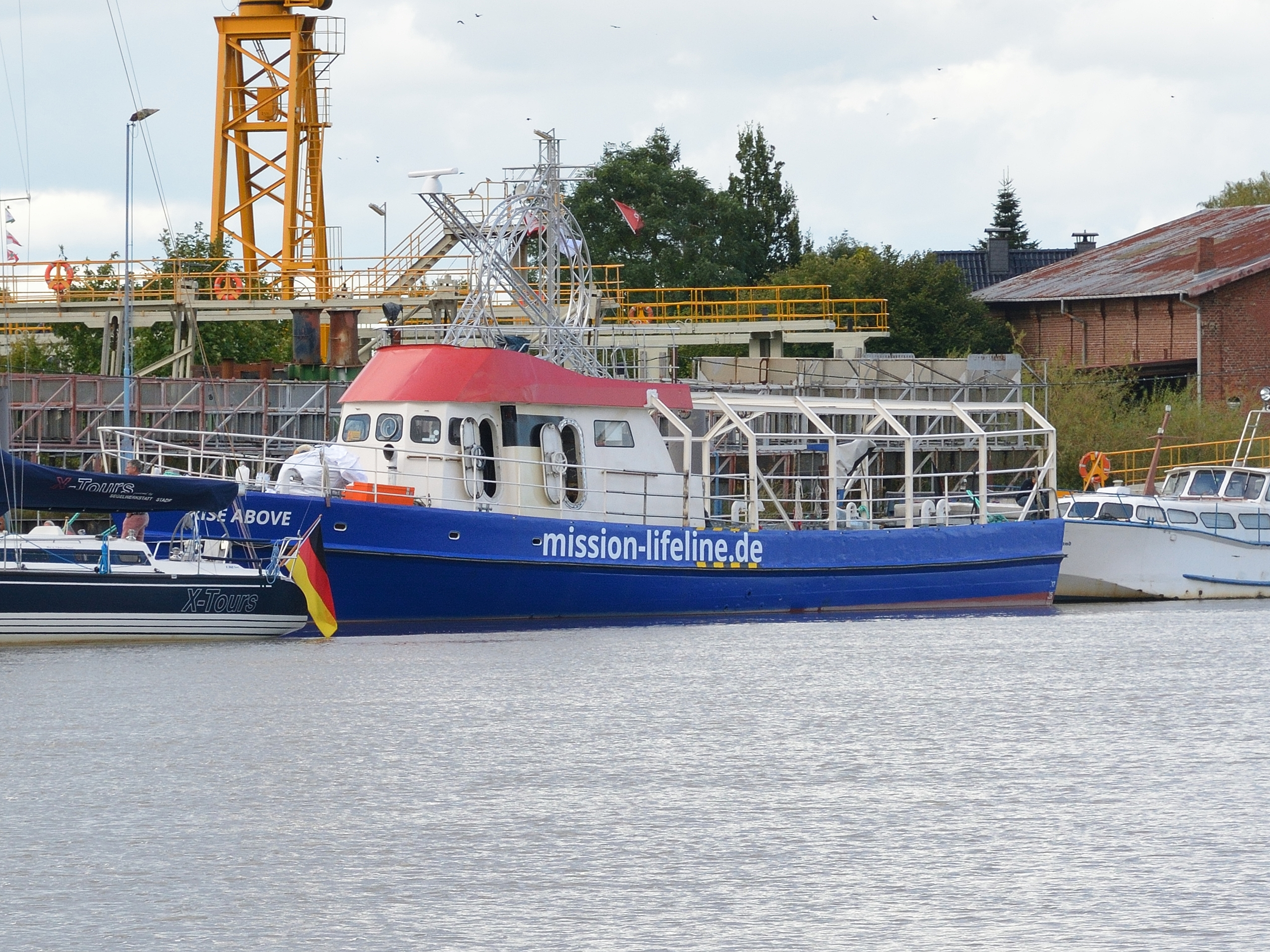
Rettungsschiff Rise Above 2020 in Wewelsfleth vor der Peters Werft

Mission Lifeline ist ein 2016 gegründeter Verein aus Dresden, dessen Vereinszweck die Seenotrettung von Menschen im Mittelmeer ist. Dafür wurde zunächst das Rettungsschiff Lifeline benutzt und zuletzt bis 2023 ein umgebautes ex-Marineschiff namens Rise Above.

## Gründung
Der Verein wurde im Mai 2016 von Axel Steier und weiteren Mitstreitern gegründet. Er ist nach eigenen Angaben hervorgegangen aus dem Dresden-Balkan-Konvoi, der im Oktober 2015 Sachspenden für die Menschen auf der Balkanroute sammelte, diese Mitte November mit Kleintransportern nach Preševo (Serbien) brachte und sie mit Hilfe von Freiwilligen verteilte. Weitere Hilfskonvois nach Idomeni und zum Registrierungscamp auf der Insel Chios folgten. Für die Hilfsmaßnahmen in Griechenland wurden nicht nur Sachspenden gesammelt, sondern ein Spendenkonto eingerichtet.
Mit der Schließung der Balkanroute wurde die Fluchtroute über das Mittelmeer verstärkt genutzt. „So ging aus dem Dresden-Balkan-Konvoi der MISSION LIFELINE e.V. hervor, der seit April 2016 den Einsatz eines Rettungsschiffes im zentralen Mittelmeer plant und vorbereitet.“
Zum Ankauf des Schiffes Sea-Watch 2 wurden im Jahr 2017 insgesamt 200.000 Euro an Spendengeldern aufgebracht und das Schiff als Lifeline in Betrieb genommen.
Nach der Beschlagnahmung der Lifeline sammelten die Aktivisten bis Mitte Oktober 2018 475.000 Euro an Spenden zum Ankauf eines neuen Schiffes ein, darunter Gelder der katholischen Kirche (initiiert durch die Erzbischöfe Reinhard Marx und Hans-Josef Becker) sowie der Musikgruppe Die Fantastischen Vier.

## Mittelmeer

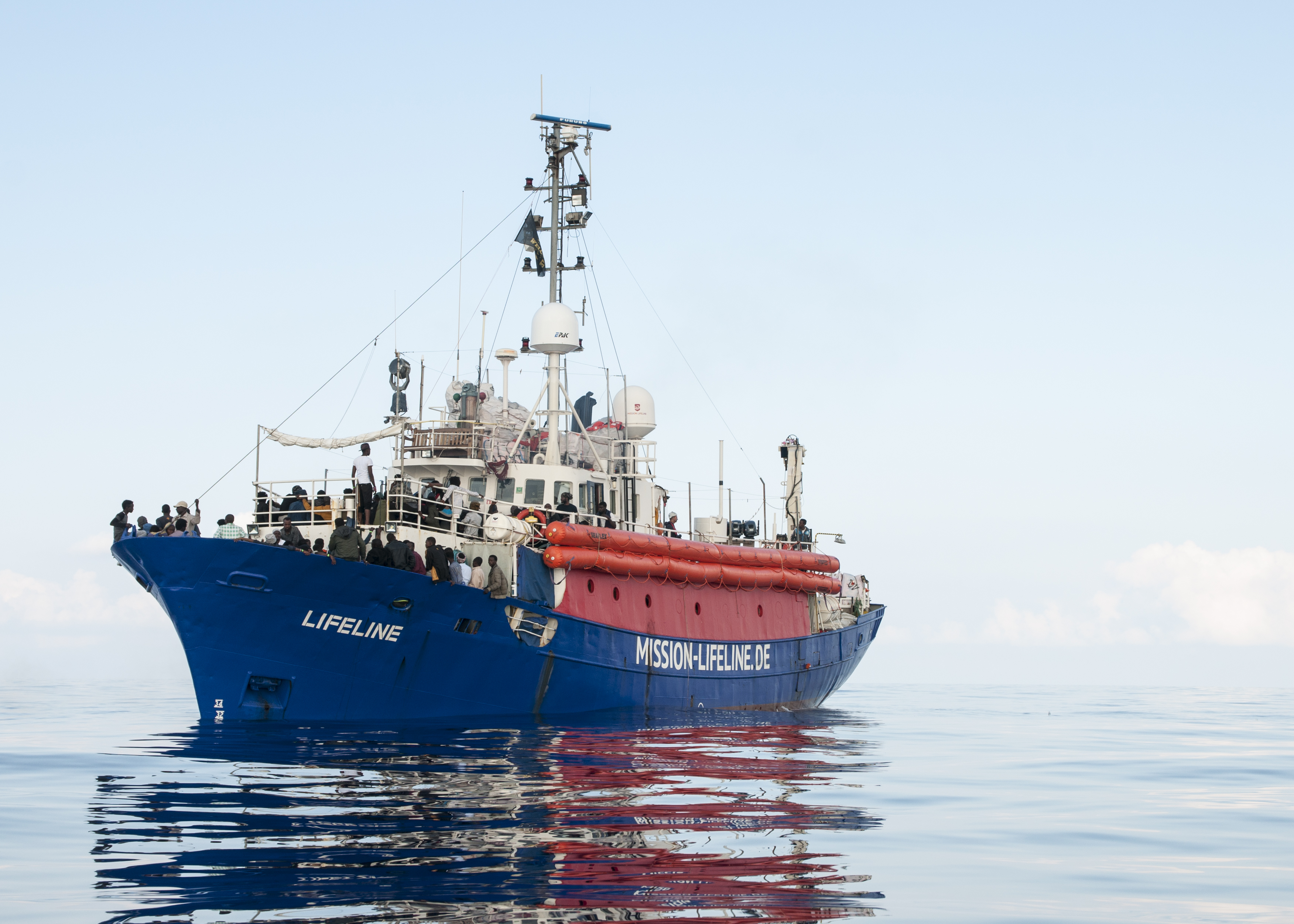
Rettungsschiff Lifeline im Juni 2018

Der Einsatz auf dem Mittelmeer begann im September 2017. Für Aufsehen sorgte eine Rettungsaktion im Juni 2018, bei der das Schiff Lifeline mit 230 Geflüchteten an Bord sechs Tage warten musste, ehe es in Malta anlegen durfte, nachdem es zuvor in Italien abgewiesen worden war.
Ende Oktober 2018 schickte die Gruppe ein Segelboot mit einer Besatzung von sieben Aktivisten unter deutscher Flagge in die Gewässer vor der libyschen Küste.
Für den Ankauf des Fischerboots Eleonore im Mai 2019 trat offiziell Benjamin Hartmann, Inhaber des Statement-Modelabels HUMAN BLOOD, als Käufer auf. Der anschließende Umbau zum Rettungsschiff wurde vom Spender sowie von Mission Lifeline finanziert. Es sei nach Aussage von Vereinsgründer Axel Steier nötig gewesen, einen Strohmann einzusetzen, denn die Behörden ließen ihn oder seinen Kapitän kaum ein Rettungsschiff anmelden. Die Eleonore sei ein Sportboot. Sie brach unter dem Kommando von Claus-Peter Reisch Ende August 2019 erneut in das Seegebiet vor der libyschen Küste auf. Die Besatzung wurde von der Alarm-Phone-Initiative über die Position eines Schlauchbootes in Seenot informiert und evakuierte schließlich insgesamt 104 Personen aus einem seeuntüchtigen Boot. Sowohl Italien als auch Malta verweigerten die Hafeneinfahrt, so dass das überfüllte Rettungsschiff auf hoher See mit Nahrung und Wasser versorgt werden musste. Anfang September erklärte er nach heftigen Gewittern die Eleonore aufgrund einer lebensbedrohlichen Lage an Bord zum Notfall und lief unter Begleitung der italienischen Küstenwache, jedoch entgegen der Anweisung von Innenminister Matteo Salvini in den sizilianischen Hafen Pozzallo ein, woraufhin die Eleonore von der italienischen Polizei beschlagnahmt wurde. Der mehrfach ausgezeichnete Film Einhundertvier zeigt diese Rettungsaktion dokumentarisch in Echtzeit.
Wegen der Beschlagnahmung der zwei Rettungsboote nach Rettungseinsätzen erwarb der Verein das ehemalige Torpedofangboot TF6 der Bundesmarine von einem privaten Eigentümer. Es soll nach Umbau frühestens ab Mai 2020 unter dem Namen Rise Above Seenotrettung im Mittelmeer betreiben und bis zu 150 Personen aufnehmen können.
Mitte März 2020 sammelten die Aktivisten Geld, mit dem sie ein Flugzeug mieten und 100 minderjährige Migranten aus dem Flüchtlingslager Moria auf Lesbos nach Berlin bringen wollen.
Im November 2022 befand sich Mission Lifeline mit dem Schiff Rise Above im Hafen von Reggio Calabria, wo 95 Migranten von Bord gehen konnten. Die Rise Above musste, neben drei weiteren Seenotrettungsschiffen, insgesamt 4 Tage vor der Küste Siziliens teils bei Unwetter ausharren und wurde nicht in einen Hafen gelassen.
Ende 2023 wurde die Rise Above außer Dienst gestellt, sie konnte mehr als 3000 Menschen aus Seenot retten.

## Ukraine
In der Ukraine ist Mission Lifeline seit dem 25. Februar 2022, dem zweiten Tag nach der russischen Vollinvasion, aktiv. In den ersten sechs Monaten lag der Schwerpunkt auf der Unterstützung von Geflüchteten an der slowakisch-ukrainischen Grenze und der Lieferung von Medikamenten in mehrere Regionen der Ukraine, insbesondere Kiew, Sumy, Lemberg, Iwano-Frankiwsk und Odessa. Durch die Organisation von Konvois, bei denen private Helfer Geflüchtete an der Grenze zur Slowakei abholten und nach Deutschland und Österreich brachten, konnte Tausenden geholfen werden. Mission Lifeline wurde dabei im SPIEGEL als Ansprechpartner für Unterstützungswillige empfohlen.
Ab dem Frühsommer 2022 verlegte Mission Lifeline den Schwerpunkt auf die Region Odessa. Ein erster Krankenwagen wurde schon 2022 zur Verfügung gestellt und der Wiederaufbau eines Krankenhausgebäudes in Baschtanka finanziert. Dazu wurden verschiedene ukrainische Wohltätigkeitsfonds mit materieller und vor allem finanzieller Hilfe unterstützt (Kiew, Odessa, Ismajil). Ab Frühherbst 2022 konzentrierte man sich ganz auf die Regionen Odessa und Cherson. Mit einem lokalen Team werden folgende Projekte durchgeführt (kleinere Projekte nicht erwähnt):
- Regelmäßige Unterstützung von hilfsbedürftigen Binnenvertriebenen in Odessa, besonders älteren und eingeschränkten Personen. Projektstart war Oktober 2022. Monatlich werden ca. 100 Personen betreut und zwei Mal pro Monat mit Lebensmitteln und Hygieneprodukten beliefert.
- Zentrum für Binnenvertriebene in Odessa für Menschen, die aus vorübergehend besetzten Gebieten oder gefährlichen Regionen wie der Region Cherson evakuiert wurden. Projektstart war im November 2022. Es werden Hotel-Apartments und Lebensmittel für die Binnenvertriebenen zur Verfügung gestellt.
- Bereitstellung von humanitärer Hilfe für Dörfer am befreiten rechten Ufer des Dnipro. Projektbeginn war Januar 2023. Der Bedarf wird im Vorfeld individuell mit den zuständigen Behörden vor Ort abgestimmt. Geliefert werden hauptsächlich Hygieneartikel, Lebensmittel, auch Generatoren oder Brennstoffe sowie medizinische Produkte. Dazu werden Sozialzentren in der Stadt Cherson und ein Entbindungskrankenhaus unterstützt.
- Zur Unterstützung der örtlichen Kräfte bei ihren Anstrengungen, in Not geratene Personen wirksam zu evakuieren und eine Erste-Hilfe-Behandlung zu ermöglichen, wurden bereits drei Rettungswagen gekauft, voll ausgerüstet und in die Regionen Cherson, Poltawa und Odessa gebracht.[22]
- Eine Kooperation mit Apotheker ohne Grenzen besteht seit 2022. Im Auftrag von Apotheker ohne Grenzen führt Mission Lifeline Medizintransporte durch, vorrangig in die Region Lviv.
- Zusätzlich werden lokale NGO`s mit medizinischem Bedarf, Generatoren u. v. m. unterstützt.

Der MDR sendete ausführliche Porträts zur Arbeit des Vereins vor Ort. und hier.

## Kritik
„Ihr seid noch nicht verheiratet? Vielleicht verliebt Ihr Euch zufällig in einen Menschen, der*die hier noch kein Bleiberecht hat. Könnte passieren, oder? Bleibt offen!“

Aufgrund dieses Tweets vom 23. Januar 2019 erschien in der Bild am 28. Januar ein Text mit dem Titel „Seenotretter werben für Ehen mit Flüchtlingen“, in dem die Behauptungen aufgestellt wurden, der Verein werbe für „Scheinehen“ und Kapitän Claus-Peter Reisch stehe in Malta wegen des Vorwurfs der „Schleuserei“ vor Gericht. Auch der Staatssekretär beim Bundesinnenministerium Stephan Mayer (CSU) sah in dem Tweet den Aufruf zum Eingehen von Scheinehen. Der Verein erklärte, der Tweet habe die Menschen hinter abstrakten Begriffen wie „Flüchtling“ oder „Ertrunkene“ sichtbar machen wollen. Zudem entstehe durch Rettungsaktionen ein Band zwischen den Beteiligten, das ein Leben lang halte und mitunter auch zu Liebe führen könne. Reisch steht in Malta nicht wegen „Schleuserei“ vor Gericht, sondern weil er das Schiff nicht ordnungsgemäß registriert haben soll. Mission Lifeline ging juristisch wegen Falschbehauptung wider besseres Wissen gegen die Bild vor. Am 12. Februar 2019 veröffentlichte Bild eine entsprechende Gegendarstellung.

## Auszeichnungen
- Mission Lifeline und der „Lifeline“-Kapitän Claus-Peter Reisch erhielten am 7. April 2019 den Lew-Kopelew-Preis[31]
- Friedensplakette „Schwerter zu Pflugscharen“ am 8. Oktober 2019[32]